# Konrád I. Mazovský
Konrád I. Mazovský (asi 1187/1188 – 31. srpna 1247) byl čtvrtý syn krakovského vévody Kazimíra Spravedlivého z rodu Piastovců. Po matce Heleně Znojemské pocházel z moravských údělných knížat rodu Přemyslovců.
V letech 1194–1200 byl spoluvladař svého bratra Leška v Haliči a v Mazovsku. V roce 1200 se stal nezávislým knížetem kujavským a mazovským, 1222–28 chelmnským. V letech 1229–1232 byl regent v Sandoměři, 1229–31 a 1241–43 v Krakově. Během své vlády povolal do země řád Německých rytířů, kterému přidělil chelmnskou zemi.

## Život
24. listopadu 1227 byl jeho starší bratr Lešek I. Bílý zavražděn na sjezdu piastovských knížat, zřejmě na rozkaz vévody Svatopluka II. Pomořského, jehož se snažil Lešek dostat pod svůj vliv. Svatopluk se po smrti Leška prohlásil za osvobozeného od vazalského poměru k Polsku.
Do Malopolska se vrátil Vladislav III. Tenkonohý, který prosazoval svůj nárok na trůn v Krakově na základě dohod o vzájemném následnictví, které s Leškem Bílým podepsali v roce 1217. Lešek sice zanechal syna Boleslava (V.), ale tomu v té době byl zhruba jeden rok, takže vládu musel převzít někdo jiný. V této době se v Malopolsku objevil i Konrád I. Mazovský, který také vznesl své nároky na krakovský trůn.
Formální volba nového knížete-seniora proběhla 5. května 1228. Kandidatura Konráda Mazovského byla zamítnuta ve prospěch Vladislava III. V roce 1229 ale přece jen titul knížete-seniora získal Konrád.
V roce 1232 se stal poručníkem krakovského knížete Boleslava V. Stydlivého a tím i polským seniorem Jindřich I. Bradatý. Teprve po smrti jeho nástupce Jindřicha II. se v Krakově znovu dostal k moci Konrád Mazovský. O dva roky později se ovšem musel podvolit nárokům na krakovský trůn Boleslava V.

## Potomci
- Boleslav I. Mazovský (asi 1210 – 1248)
- Kazimír I. Kujavský (1210/1213 – 1267)
- Zemovít I. Mazovský (asi 1213 – 1262)
- Eudoxia (1215–1240)
- Ludmila (nar. před 1225)
- Zemomysl (1216/1228 – 1241)
- Salomena (1220/1225 – po r. 1268), jeptiška
- Judita Mazovská (1222/1227 – 1257/1263), ∞ 1239, Měšek II. Otylý, ∞ 1252, Jindřich III. Bílý
- Doubravka (asi 1230 – 1265)
- Měšek (před r. 1235), zemřel v dětství